# جيزم كاراجا
جيزم كاراجا (بالتركية: Gizem Karaca)‏ (7 سبتمبر 1992 - )؛ ممثلة وعارضة أزياء تركية، واختيرت في عام 2011 وصيفة أولى لملكة جمال تركيا في ذلك العام.

## عنها
ولدت في مدينة إسطنبول، درست في جامعة اسطنبول في قسم العلوم الاجتماعية ومع دراستها إتجهت إلى التمثيل. وكانت مشاركتها الأولى في بداية أربعة حلقات من مسلسل حريم السلطان، ثم قررت أن تشارك في مسابقة ملكة جمال تركيا وحصلت على لقب الوصيفة الأولى لملكة الجمال لعام 2011، واشتركت في مسابقة ملكة جمال العالم في العام نفسه وفازت بجائزة لجنة التحكيم الخاصة لأفضل زي وطني.
وفي عام 2012 شاركت في مسلسل “الصاعقة التي سقطت على المنزل” المدبلج باسم اليتيمة على قناة MBC4 وفي نفس السنة شاركت في مسلسل مشوار أمير وهو الجزء الثاني من مسلسل “اسميتها فريحة”، ولكن لم ينل المسلسل النجاح الذي ناله في جزئه الأول ولذا توقف تصوير المسلسل في بداية حلقاته. وفي عام 2013-2014 قامت بمسلسل مازال لدي أمل وحظي بشهرة كبيرة على المستوى العربي والتركي. وفي سنه 2014 قامت بعمل دور البطولة بفيلم وفي عام 2015 حصلت على دور البطولة في مسلسل القروية الجميلة وفي عام 2016 حصلت على دور البطولة في مسلسل شوارع إسطنبول. قامت بعمل دور البطولة بعدة أفلام منها العروس المخملية والشريك الصغير.

## وصلة خارجية
- جيزم كاراجا على موقع IMDb (الإنجليزية)
- جيزم كاراجا على موقع روتن توميتوز (الإنجليزية)
- جيزم كاراجا على موقع قاعدة بيانات الأفلام العربية
- جيزم كاراجا على موقع ألو سيني (الفرنسية)
- جيزم كاراجا على موقع قاعدة بيانات الفيلم (الإنجليزية)